# 硝酸铑
硝酸铑是一种无机化合物，化学式为Rh(NO3)3，可溶于水，在水溶液中，钌与水分子的氧及硝酸根的氧配位。它可以形成硝酸根配合物[Rh(NO3)5]2−。它可用于合成含铑材料。